# Dolynska
Dolynska (ukrainsk: Долинська) er en by i Kropyvnytskyj rajon, Kirovohrad oblast (region) i Ukraine. Den er hjemsted for administrationen af Dolynska urban hromada, en af Ukraines hromadaer.
Indtil den 18. juli 2020 var Dolynska det administrative centrum for Dolynska rajon. Rajonen blev nedlagt i juli 2020 som en del af den administrative reform i Ukraine, som reducerede antallet af rajoner i Kirovohrad Oblast til fire. Området Dolynska rajon blev slået sammen med Kropyvnytskyi rajon.
Byen har 19.287 (2017) indbyggere.